# Johann Bernhard Hemerling
Johann Bernhard Hemerling, auch Johann Bernhardt Hemmerling, (gestorben 23. September 1793 in Wallendorf) war ein braunschweigischer Amtmann in Börnecke bei Blankenburg (Harz) sowie Erb-, Lehn- und Gerichtsherr auf Wallendorf im Kurfürstentum Sachsen.

## Leben
Hemerlings Dienstort war Börnecke bei Blankenburg im Harz im Herzogtum Braunschweig. Das Amt Börnecke war recht überschaubar, denn es bestand lediglich aus dem gleichnamigen Pfarrdorf, in dem sich ein adliges Gut befand, und einigen Hütten.
Die Geschäfte, die Hemerling als Amtmann verrichten musste, waren daher relativ überschaubar. Einen Großteil seiner Zeit verbrachte er daher auch in der benachbarten Residenzstadt Blankenburg am Harz, zu der eine direkte Straßenverbindung von ca. drei Kilometern bestand.
Am 17. Februar 1766 kaufte Johann Bernhard Hemelinger das bei Schkopau im Kurfürstentum Sachsen gelegene Mannlehnrittergut Wallendorf vom Amtsverwalter George Christian Bartels ab, der dieses Gut erst ein Jahr zuvor käuflich erworben hatte. Der Kaufpreis betrug 11.000 Taler zu 24 Guten Groschen gerechnet. Das Herrenhaus des Gutes Wallendorf richtete er sich als Ruhesitz her, wo er am 23. September 1793 als Einzelgänger im ledigen Stand und ohne Kinder starb.
Das Gut Wallendorf fiel dadurch an Hemerlings nächsten Mitbelehnten, den Sohn des Vorbesitzers Johann Bernhardt Friedrich August Barthels, der damals noch als Korporal im Infanterieregiment des Prinzen Xaver von Sachsen diente und um die Bewirtschaftung des an ihn gefallenen Gutes Wallendorf übernehmen zu können, seinen Militärdienst hätte quittieren müssen. Letztendlich entschied sich Barthels jedoch für eine Verpachtung und im darauffolgenden Jahr für den Verkauf des Gutes Wallendorf an Christian Ludolph Koven.